# Het meisje in de trein
Het meisje in de trein (Engels: The Girl on the Train) is een psychologische thriller uit 2015 van de Britse schrijfster Paula Hawkins.

## Verhaal
Rachel, een gescheiden vrouw die depressief en aan de drank is, rijdt elke dag met de trein van Ashbury naar Londen en terug. Iedere dag stopt de trein bij hetzelfde rode sein nabij een leuke huizenrij in een buitenwijk van Londen. Ze ziet daar steeds een echtpaar, voor haar het perfecte echtpaar dat ze de naam 'Jess' en 'Jason' geeft. Een paar huizen naast dat droomechtpaar wonen haar ex-man en zijn nieuwe partner Anna. Op een dag wordt Megan, de vrouw van het droomechtpaar, vermist. Rachel heeft vanuit de trein iets verdacht gezien en stapt naar de politie waardoor ze betrokken geraakt in een reeks gebeurtenissen die gevolgen heeft voor haar en iedereen die ze kent.

## Informatie
Het boek kwam op 1 februari 2015 op nummer één in de The New York Times Fiction Best Sellers of 2015 en stond 16 weken op de eerste plaats. In april waren er al 1,5 miljoen boeken verkocht en in augustus 2016 waren er al naar schatting 11 miljoen boeken wereldwijd verkocht. In 2014 waren de filmrechten al opgekocht door DreamWorks Pictures en de film The Girl on the Train, met Emily Blunt in de hoofdrol, kwam in oktober 2016 in de bioscopen. Het boek won in 2015 de Goodreads Choice Award in de categorie Mystery & Thriller. De rechten werden verkocht in 34 landen en in veel talen vertaald. 

## Bestseller 60
| Boeken met noteringen in de Nederlandse Bestseller 60 | Jaar van verschijnen | Datum van binnenkomst | Hoogste positie | Aantal weken | Opmerkingen |
| ----------------------------------------------------- | -------------------- | --------------------- | --------------- | ------------ | ----------- |
| Het meisje in de trein                                | 2015                 | 13-05-2015            | 1(2wk)          | 123          |             |